# کریس گتلینگ
کریس گتلینگ (انگلیسی: Chris Gatling؛ زاده ۳ سپتامبر ۱۹۶۷) یک ورزشکار اهل ایالات متحده آمریکا است. 